# Кенго, Леон
Леон Кенго Ва Дондо (фр. Léon Kengo wa Dondo), при рождении Леон Любич (пол. Leon Lubicz; род. 22 мая 1935 года) — политик Заира и Демократической Республики Конго. Трижды занимал пост главы правительства Заира: как премьер-министр (1994—1997) и как первый государственный комиссар (1982—1986, 1988—1990). Одна из ведущих фигур режима Мобуту Сесе Секо, горячий сторонник глобализации и свободного рынка. Председатель Сената Демократической Республики Конго (с 2007).

## Биография
Родился 22 мая 1935 года в семье польского еврея и женщины-тутси. Изменил свое имя на Кенго Ва Дондо в 1971 году во время инициированной президентом Мобуту компании по заиризации.
11 апреля 1968 года назначен генеральным прокурором Апелляционного суда в Киншасе, 14 августа того же года стал генеральным прокурором Верховного суда правосудия.
С 1982 до 1986 года занимал пост первого государственного комиссара (главы правительства). На ключевые позиции в правительстве он назначил активных технократов. С 1986 по 1987 годы занимал должность министра иностранных дел, затем снова был первым государственным комиссаром (1988—1990).
С 1994 по 1997 годы занимал пост премьер-министра Заира (учреждённый в 1990 году вместо поста первого государственного комиссара). На этом посту отметился конфликтом с известным деятелем заирской оппозиции Этьеном Чисекеди, а также выселением из Заира ливанской общины, которую обвинили в незаконной торговле алмазами (бывшими основной экономики режима Мобуту).
Вскоре после начала Первой конголезской войны Кенго возглавил антикризисный центр, целью которого была координация борьбы с повстанцами Лорана-Дезире Кабилы. Из-за того, что повстанцы Кабилы были тесно связаны с тутси Руанды и Бурунди, позиции Кенго, чья мать была тутси, сильно пошатнулись. В марте 1997 года он подал в отставку. Мобуту удовлетворил его просьбу в апреле того же года, за месяц до собственного свержения.
В 2003 года Кенго обвинили в отмывании денег в Бельгии.
На президентских выборах 2006 года Кенго поддержал Жана-Пьера Бембу, однако последний проиграл Жозефу Кабиле (сыну Лорана-Дезире Кабилы) во втором туре выборов.
В 2007 году был избран в Сенат от своей родной Экваториальной провинции. Тогда же занял пост председателя Сената, который занимает и поныне[когда?]. Неудачно баллотировался в президенты на выборах 2011 года, заняв четвёртое место с 4 % голосов.